# 大瓦窑站

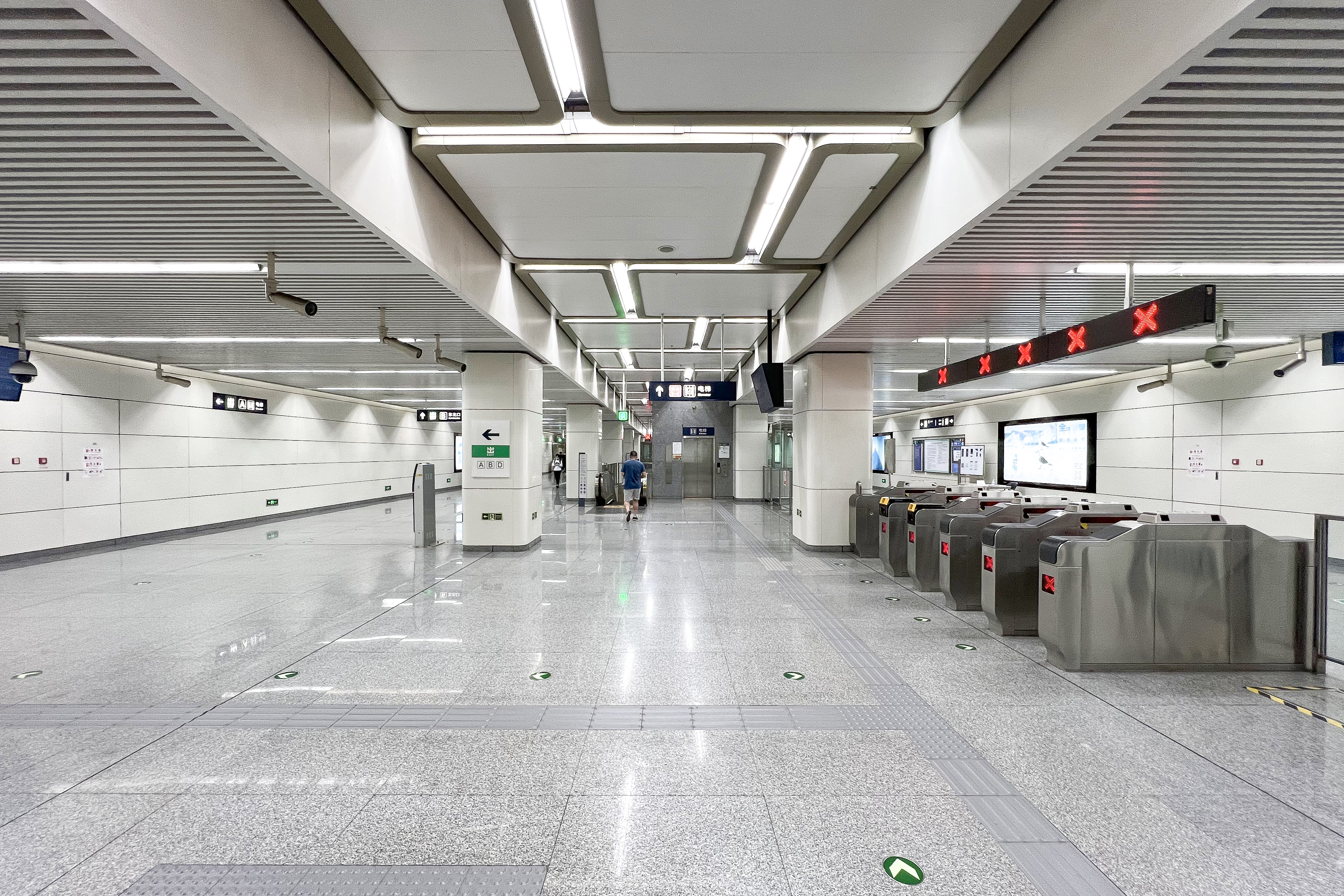
大瓦窑站站厅（2022年8月摄）

大瓦窑站是一个位于中华人民共和国北京市丰台区卢沟桥街道京港澳高速公路輔路与大瓦窑中路交叉处东侧，属于北京地铁14号线的地铁车站。于2013年5月5日随14号线西段（张郭庄站至西局站）投入使用。

## 位置
大瓦窑站位于张仪村路（西北－东南向）、大瓦窑中路（向北）和京港澳高速公路（东北－西南向）交汇的大瓦窑桥东北侧，大致呈东西向布置。

## 车站结构
大瓦窑站为地下二层车站，岛式站台设计。车站西北侧设有一组通往张仪村停车场出入场段线。
| G                 | 地面 | 出入口 |
| B1                | 站厅 | 自动售票机、客服中心、一卡通充值                                                                            |
| B2                | 站台 | \| \| \| █ 14号线往张郭庄（园博园） \| \| 島式 · 開左邊车门 \| \| \| \| \| \| █ 14号线往善各庄（郭庄子） \| |
|                   |      | █ 14号线往张郭庄（园博园）                                                                                  |
| 島式 · 開左邊车门 |      | |
|                   |      | █ 14号线往善各庄（郭庄子）                                                                                  |

## 出入口
|                       |                    |                  |      |            |
| 编号                  | 指示               | 建议前往的目的地 | 照片 | 无障碍设施 |
| 出口 · A · 升降机标志 | 大瓦窑中路（东侧） | 京点联创大厦     |      |            |
| 出口 · B              | 京港澳高速（北侧） | 首创天阅山河     |      | 不適用     |
| 出口 · D              | 卢沟桥南路         |                  |      | 不適用     |
| 註： 設有             |                    |                  |      |            |